# Aysén (vùng)
Vùng Aysén del General Carlos Ibáñez del Campo (tiếng Tây Ban Nha: Región de Aysén, phát âm [ajˈsen], hoặc Región de Aysén del General Carlos Ibáñez del Campo), thường gọi tắt là vùng Aysén hoặc Aisén,
là một trong 16 đơn vị hành chính cấp một của Chile. Mặc dù vùng có diện tích lớn thứ ba của Chile, nhưng là vùng dân cư thưa thớt nhất với dân số là 102.317 vào năm 2017. Thủ phủ của vùng là Coihaique.
Cảnh quan của vùng có dấu ấn là một số sông băng, hình thành nhiều hồ, eo biển và vịnh hẹp. Vùng có các đồng băng như đồng băng Bắc Patagonia và đồng băng Nam Patagonia-lớn thứ ba thế giới. Nửa phía bắc của vùng có một chuỗi núi lửa theo chiều bắc-nam. Trong khi phần phía tây của vùng có cây cối và núi non rậm rạp, phần phía đông gồm các đồng cỏ rộng mở và địa hình phần lớn là bằng phẳng và lượn sóng.
Vùng Aysén là khu vực lớn cuối cùng được hợp nhất một cách hiệu quả vào nước Cộng hòa Chile, các khu định cư lâu dài xuất hiện lần đầu vào nửa sau thế kỷ 19, phần nội lục được định cư vào thời điểm chuyển giao thế kỷ. Cho đến khi xây dựng tuyến đường 7 (Carretera Austral) vào thập niên 1980, các tuyến đường bộ duy nhất từ bắc xuống nam xuyên qua khu vực là những con đường cực kỳ thô sơ.

## Nhân khẩu
Vùng XI, Aysen del General Carlos Ibanez del Campo, là vùng ít dân cư nhất trong cả nước. Theo điều tra dân số năm 2002, chỉ có 91.492 cư dân trên diện tích 106.990,9 km². Mật độ dân số là 0,85 người/km². Từ năm 2000 đến 2005, tốc độ tăng trưởng trung bình hàng năm được ước tính là 1,35 trên 100 dân.
Các thành phố lớn nhất theo điều tra dân số năm 2002 là Coyhaique (dân số 44.850), Puerto Aysen (16.936), Chile Chico (3042), Puerto Cisnes (2517), Cochrane (2217), Melinka (1411) và Mañihuales Villa (1401).

## Khí hậu

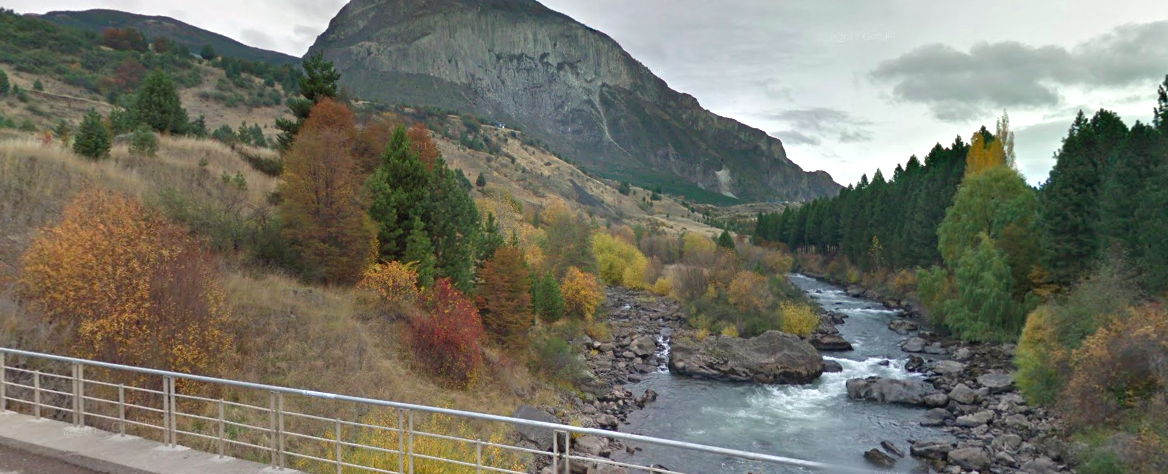
Những tán lá mùa thu gần Coyhaique vào tháng 4, khi mùa thu gần đến đỉnh điểm.

Khí hậu vùng Aysén được phân loại là khí hậu đại dương mát với nhiệt độ thấp, lượng giáng thủy dồi dào và các cơn gió mạnh. Địa hình núi cao hiện diện khăp khu vực dẫn đến các loại đới khí hậu khác nhau tại phần phía tây và phần phía đông. Vùng có 4 đới khí hậu riêng biệt. Các vùng ven biển phía tây có khí hậu ôn hòa mát mẻ. Các khu vực ven biển nhận được lượng mưa dồi dào trong suốt cả năm, với lượng mưa trung bình hàng năm có thể đạt tới 4.000 milimét (157 in). Chẳng hạn Puerto Aysen nhận được 2.940 mm (116 in) lượng giáng thủy mỗi năm trong khi trên đảo San Pedro nhận được 4.266 mm (168,0 in). Hầu hết lượng mưa có liên quan đến gió mạnh từ phía tây bắc và phía bắc. Những tháng mùa đông thường là những tháng ẩm ướt nhất. Nhiệt độ trung bình hàng năm là từ 8 đến 9 °C với tháng 1 là tháng ấm nhất.
Ở các khu vực sâu trong nội địa hơn về phía đông (khoảng 40 km về phía đông của các khu vực ven biển), lượng mưa thấp hơn nhiều, trung bình là 730 mm ở Cochrane đến 1.200 mm ở Coyhaique. Lượng mưa cao nhất từ tháng 5 đến tháng 8, chiếm 50% lượng mưa hàng năm. Trong thời kỳ nhiệt độ lạnh, giáng thủy có thể rơi ở dạng tuyết trong những tháng này. Do nằm sâu trong đất liền và xa ảnh hưởng của biển nên khí hậu mang tính chất lục địa hơn so với các vùng duyên hải. Nhiệt độ trung bình trung bình từ 8 đến 10 °C, có xu hướng thấp hơn 1 hoặc 2 °C so với các khu vực ven biển ở cùng vĩ độ.
Trên cánh đồng băng Bắc Patagonia và cánh đồng băng Nam Patagonia, nằm ở độ cao lớn, nhiệt độ đủ lạnh để duy trì các cánh đồng băng vĩnh cửu. Hai vùng băng này nhận được lượng mưa dồi dào quanh năm, đặc biệt là ở sườn núi phía tây của dãy Andes đổ xuống đại dương và các vịnh nhỏ.
Phần cực đông của khu vực có khí hậu thảo nguyên lạnh. Lượng mưa thấp hơn đáng kể so với các phần khác của khu vực với lượng mưa trung bình hàng tháng dưới 40 mm. Lượng mưa tập trung từ tháng 5 đến tháng 8, những tháng này chiếm 55% đến 65% tổng lượng mưa hàng năm. Tuyết rơi có thể xảy ra trong những tháng này do nhiệt độ lạnh hơn.

## Kinh tế

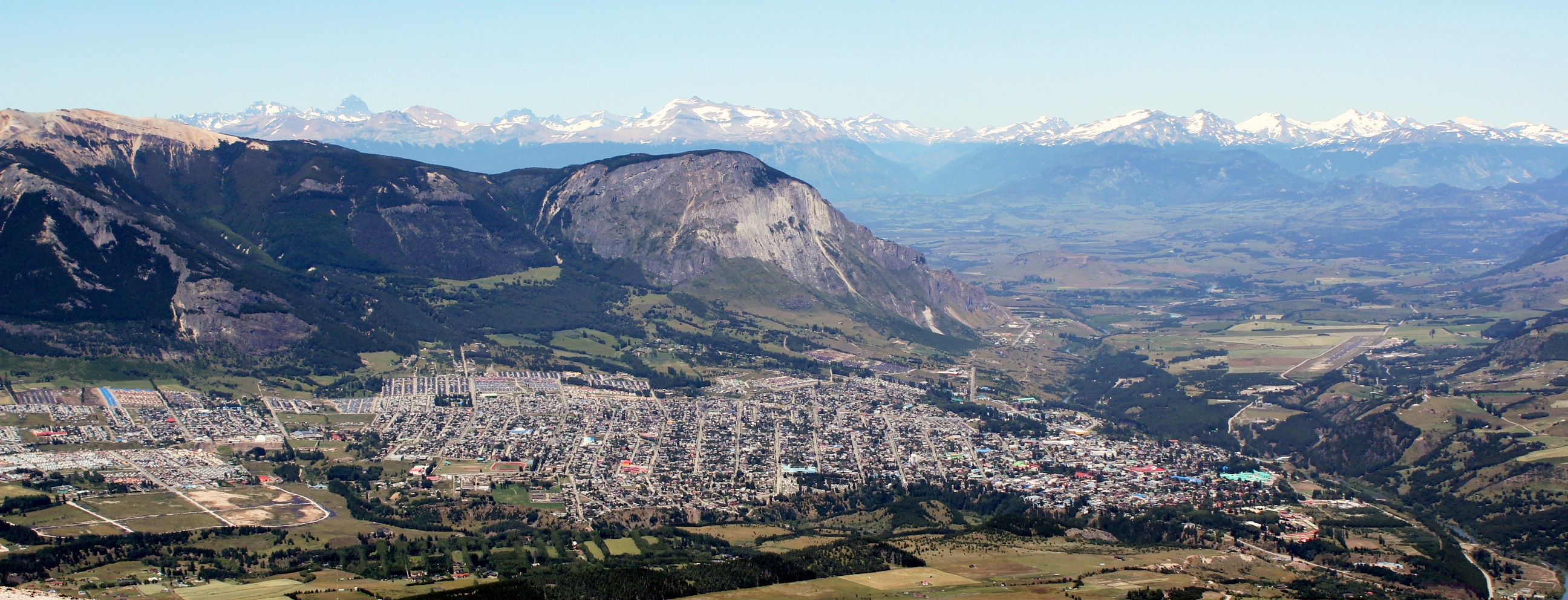
Coyhaique

Lĩnh vực sơ cấp chiếm ưu thế trong nền kinh tế khu vực, tập trung vào khai thác và chế biến các nguồn tài nguyên biển, khai khoáng, lâm nghiệp và động vật. Nuôi trồng thủy sản cũng là một hoạt động quan trọng và vùng này đóng góp 80% sản lượng cá hồi của Chile.
Vùng quần đảo và vịnh hẹp phía Tây chủ yếu hướng tới khai thác và nuôi trồng tài nguyên biển. Kể từ thập niên 1980, việc khai thác nhím biển và sên biển đã nổi bật lên trong nền kinh tế của quần đảo Guaitecas. Năm 1985, việc phát hiện ra ngư trường đánh cá merluza ở eo biển Moraleda đã dẫn tới bùng nổ đánh bắt cá. Trong thập niên 1990, nuôi cá hồi trở thành một hoạt động kinh tế quan trọng và vẫn được duy trì.
Một khu công nghiệp đã phát triển xung quanh Puerto Chacabuco, Puerto Aisén, và Puerto Cisnes, chủ yếu dành để sản xuất các sản phẩm đông lạnh và ở mức độ thấp hơn là đóng hộp.
Mặc dù hoạt động khai thác, dựa trên các mỏ đa kim kẽm, vàng và bạc, chỉ đóng góp một phần nhỏ vào tổng GDP khai mỏ của Chile, nhưng nó lại có ý nghĩa quan trọng trong xuất khẩu của vùng.
Khai thác rừng và sản xuất gỗ lát sân, gỗ dán và ván đóng đồ nội thất chủ yếu hướng đến thị trường xuất khẩu. Chăn nuôi tập trung vào bò thịt, cừu và lông cừu, một phần được xuất khẩu.

## Hành chính
Vùng Aysén del General Carlos Ibáñez del Campo được phân chia thành 4 tỉnh, các tỉnh được chia thành các xã (comuna). Có tổng cộng 10 xã thuộc vùng Aysén.
| Tỉnh Aysén (thủ phủ: Puerto Aysén)          |             |                   |                   |
| Aysén                                       | Cisnes      | Cisnes            | Guaitecas         |
| Tỉnh Capitán Prat (thủ phủ: Cochrane)       |             |                   |                   |
| Cochrane                                    | O'Higgins   | O'Higgins         | Tortel            |
| Tỉnh Coyhaique (thủ phủ: Coyhaique)         |             |                   |                   |
| Coyhaique                                   | Coyhaique   | Lago Verde        | Lago Verde        |
| Tỉnh General Carrera (thủ phủ: Chile Chico) |             |                   |                   |
| Chile Chico                                 | Chile Chico | Río Ibáñez, Chile | Río Ibáñez, Chile |

Theo một nghiên cứu năm 2021, vùng Aysén là một trong ba vùng của Chile dễ chịu ảnh hưởng nhất từ chủ nghĩa gia đình trị và bắt cóc thượng lưu.

## Lịch sử

### Các cư dân ban đầu
Các cư dân sóm nhất được biết đến trong lịch sử của các vịnh hẹp và eo biển trong vùng Aysén là Chono và Kawésqar. Hai nhóm này có cùng lối sống là người săn bắn-hái lượm trên thuyền. Họ cũng chia sẻ những đặc điểm thể chất như tầm vóc thấp, đầu dài ( Dolichocephalic) và có "khuôn mặt thấp".  Mặc dù có những điểm tương đồng nhưng ngôn ngữ của họ hoàn toàn khác nhau. Người Chono di chuyển trong khu vực từ quần đảo Chiloé đến 50° Nam và người Kawésqar là từ 46° Nam đến eo biển Magellan. Do đó, cả hai nhóm giao thoa ở vịnh Penas, quần đảo Guayaneco và các đảo khác. Cả người Chono và Kawésqar đều sử dụng cây Pilgerodendron uviferum làm củi đốt cũng như gỗ để đóng hàng, thuyền và nhà.
Quần đảo Guaitecas tạo thành giới hạn phía nam của nền nông nghiệp thời tiền Tây Ban Nha được ghi nhận khi một đoàn thám hiểm Tây Ban Nha đề cập đến việc trồng khoai tây vào năm 1557.

### Thời kỳ thực dân
Pedro de Valdivia ban đầu tìm cách chinh phục toàn bộ miền nam Nam Mỹ cho đến eo biển Magellan. Tuy nhiên, ông chỉ đến được eo biển Reloncaví. Sau đó vào năm 1567, quần đảo Chiloé bị chinh phục, từ đó quá trình bành trướng về phía nam của Đế quốc Tây Ban Nha bị dừng lại. Người Tây Ban Nha được cho là đã thiếu động lực cho các cuộc chinh phục xa hơn về phía nam. Dân số bản địa ít ỏi và có cách sống khác với cuộc sống nông nghiệp định canh định cư mà người Tây Ban Nha đã quen thuộc. Khí hậu khắc nghiệt ở các vịnh hẹp và eo biển của Patagonia cũng có thể đã ngăn cản việc mở rộng hơn nữa. Ngay cả ở Chiloé, người Tây Ban Nha cũng gặp khó khăn trong việc thích nghi khi nỗ lực xây dựng nền kinh tế dựa trên khai thác vàng và mô hình nông nghiệp "Tây Ban Nha-Địa Trung Hải" đã thất bại.
Trong thời thuộc địa, các vịnh hẹp và eo biển của Patagonia ban đầu được khám phá bởi người Tây Ban Nha. Có một số động cơ thúc đẩy họ khám phá, bao gồm mong muốn Cơ Đốc giáo hóa người bản địa, ngăn chặn sự xâm nhập của các thế lực ngoại bang vào lãnh thổ do Tây Ban Nha tuyên bố chủ quyền, nâng cao kiến thức địa lý về khu vực này và cuối cùng là tìm kiếm một thành phố thần thoại có tên là Thành phố của các Caesar. Những tin đồn thất thiệt về các khu định cư của người châu Âu gần eo biển Magellan đã khiến người Tây Ban Nha tổ chức chuyến thám hiểm Antonio de Vea năm 1675–1676, đây là chuyến thám hiểm lớn nhất cho đến khi đó. Năm 1792, phó vương Peru ra lệnh khám phá các eo biển Patagonia để tìm lối vào vùng nội lục Patagonia. Lệnh nói trên được thực hiện bởi José de Moraleda, ông dẫn đầu một đoàn thám hiểm đến thăm nhiều eo biển chính của khu vực.
Sau sự suy giảm của số lượng người Chono trong quần đảo vào thế kỷ 18, khu vực này nổi tiếng là "trống rỗng" đối với người Chile, giống như mô tả về miền đông Patagonia là "hoang mạc". Tuy nhiên, vào thế kỷ 19, các ngư dân, tiều phu và thợ săn từ Chiloé thường đến thăm và đi qua quần đảo này. Điều này cho thấy rõ ràng rằng nhiều khu vực mà các nhà thám hiểm từng đi qua đã được cư dân miền nam Chiloé biết đến, họ từng đến những khu vực này để lấy gỗ, cá hoặc săn bắn.
Nhìn chung, cơ sở hạ tầng vật chất của người Tây Ban Nha trong các vịnh hẹp và eo biển trong thời kỳ thuộc địa là không đáng kể, và bao gồm một số nhà nguyện được xây dựng vào những năm 1610 và 1620 và một thành trì bằng gỗ được xây dựng vào năm 1750. Tất cả những tòa nhà này đã bị bỏ hoang sau một vài năm.

### Trở thành bộ phận của Chile
Vùng Aysen là vùng cuối cùng được hợp nhất vào nhà nước Chile, rất lâu sau cả vùng cực nam là vùng Magallanes và Nam Cực thuộc Chile. Vị trí địa lý và những khó khăn về giao thông trong vùng là nguyên nhân cho sự thiếu quan tâm đối với nơi này trong thế kỷ 19, đến mức thậm chí không ai nghĩ đến việc cho người nhập cư đến để thuộc địa hóa, như đã diễn ra ở các khu vực phía nam khác.
Năm 1870, vịnh hẹp Aysén được khám phá bởi Enrique Simpson trên tàu Chacabuco, ông phát hiện ra tính hữu ích của nó khi tiếp cận nhiều địa điểm nội địa hơn. Việc khai thác loài Pilgerodendron uviferum (tiếng Tây Ban Nha: ciprés de las Guaitecas) ở các quần đảo và vịnh hẹp của Vùng Aysén đã góp phần liên kết nền kinh tế ban đầu của vùng với quần đảo Chiloé ở xa hơn về phía bắc.
Sau khi ký kết Hiệp ước Biên giới với Argentina vào năm 1881, những người định cư châu Âu từ Pampas đến các thung lũng, họ băng qua dãy Andes từ đông sang tây. Những nỗ lực cá nhân này đã dẫn đến việc thành lập các thành phố Puerto Aysen vào năm 1904 và Balmaceda và Coyhaique lần lượt vào năm 1917 và 1929. Thị trấn lâu năm nhất là Melinka, được thành lập vào giữa thế kỷ 19 trên đảo Ascension thuộc quần đảo Guaitecas.
Cư dân bản xứ thưa thớt. Ở khu vực hải đảo, người Guaitecas và Chono sinh sống trên quần đảo Chonos. Họ được cho là đã tuyệt chủng vào thế kỷ 20. Ở các quần đảo phía nam của vịnh Penas và đến Tierra del Fuego, người Alacalufes hoặc Kaweshkar sinh sống, họ cũng là ngư dân. Cả hai nhóm đều nhanh chóng bị tiêu diệt bởi bệnh tật và các cuộc tấn công của những người định cư vào cuối thế kỷ 19 đến từ miền bắc và miền nam Chile cũng như từ châu Âu. Một số lượng lớn người châu Âu đến từ Đức, Thụy Sĩ, Áo, Nam Tư cũ, Ý, Tây Ban Nha, Hà Lan, Đan Mạch, Na Uy và Anh . Một số lượng lớn người Nga,  Croatia, Scotland, Wales, Ireland, và người Đức Sudeten từ Cộng hòa Séc hiện tại đã đến theo lời mời của chính phủ và các chương trình bán đất để hỗ trợ định cư ở miền nam Chile và nhằm giảm số lượng người bản địa.

### Văn hóa
Vùng Aysén của Chile đại diện cho một sự trao đổi văn hóa chủ yếu là giữa Argentina và quần đảo Chiloé, tạo thành các nhóm định cư chính sinh sống trong khu vực. Gaucho là một biểu tượng quan trọng của khu vực, định hình ẩm thực, khiêu vũ và âm nhạc của Aysén, thay vì Huaso như của miền Trung Chile. Sự khác biệt chính giữa Guacho và Huaso là nhóm người thứ nhất tham gia chăn nuôi gia súc và cừu, trong khi nhóm người thứ hai có xu hướng thiên về trồng trọt hơn. Di sản của những người định cư trong khu vực bắt nguồn từ Argentina và Chiloé cũng đã dẫn đến một phương ngữ độc đáo của tiếng Tây Ban Nha, khác biệt với miền Trung Chile, đặc biệt là ở các khu vực dọc biên giới với Argentina. Chính sự pha trộn của các nền văn hóa này và sự cô lập về địa lý đã khiến Aysén trở thành một khu vực khác biệt với bản sắc dân tộc của Chile, là thứ phần lớn được phát triển xung quanh phần trung tâm của đất nước.